# 야이메 페레스
야이메 페레스 테예스(스페인어: Yaime Pérez Tellez, 1991년 5월 29일~)는 쿠바의 육상 선수로 주 종목은 원반던지기이다. 2020년 하계 올림픽 여자 원반던지기에서 동메달을 획득했으며 2019년 세계 육상 선수권 대회에서 우승을 차지했다.
2022년 7월 미국 유진에서 열린 2022년 세계 육상 선수권 대회에 참가한 후 쿠바 선수단에서 이탈하여 미국으로 망명했다.